# Phoque de Weddell
Leptonychotes weddellii
Pour les articles homonymes, voir Weddell.
Genre
Espèce
Statut de conservation UICN

LC  : Préoccupation mineure
Le phoque de Weddell (Leptonychotes weddellii) est un mammifère carnivore, de la famille des phocidés. Leptonychotes weddellii est la seule espèce du genre Leptonychotes.

## Étymologie
Il a été nommé en l'honneur de l'explorateur britannique James Weddell (1787-1834).

## Mensurations
- Taille : de 2,5 m (mâles) à 3,2 m (femelles). Les mâles sont plus petits que les femelles et ne dépassent pas les 2,9 m.
- Poids : de 300 à 400 kg en moyenne, jusqu’à 450 kg.

## Biologie

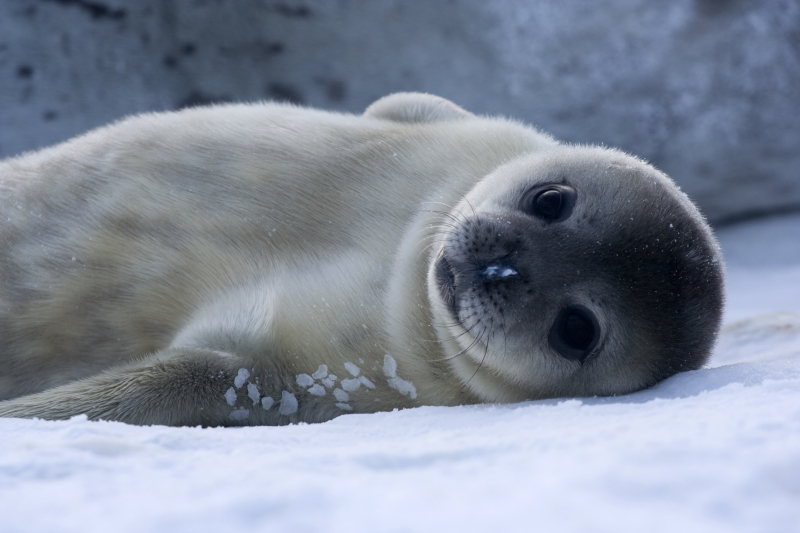
Chiot de Phoque de Weddell.

Il peut rester jusqu'à 70 minutes sous l'eau à la recherche de nourriture. Pour réaliser cet exploit, il réduit sa fréquence cardiaque de 140 à 16 battements par minute.
Sa rate est en outre capable de stocker plusieurs litres de sang très riche en hématies oxygénées, et de les relâcher progressivement au cours de la plongée (grâce à un sphincter et une contractibilité de l'organe entier). Ce phoque est capable de plonger à 600 m pendant près d'une heure. L'éléphant de mer austral (Mirounga leonina) peut plonger plus profondément (1 653 m) et plus longuement (deux heures).

## Alimentation
Il se nourrit principalement de poissons (60 % de son alimentation), de crustacés (par exemple des gambas, du krill...) mais aussi de calmars.

## Prédateurs
Les deux principaux prédateurs du phoque de Weddell sont l'orque et le léopard de mer. Contrairement à ses cousins, il ne craint pas l'ours blanc qui vit sur la banquise du pôle Nord.

## Répartition et habitat
Le phoque de Weddell vit sur le continent et dans les eaux de l'Antarctique.